# Microsoft Office 2010
Microsoft Office 2010 (również zwany Office 2010 lub Office 14) – 13. wersja pakietu Microsoft Office, która ukazała się w 2010 roku. Została oznaczona numerem 14, aby pominąć pechową liczbę. Od 14 października 2020 pakiet nie ma wsparcia technicznego. Następcą Office 2010 jest Microsoft Office 2013.

## Zmiany
W nowej wersji Microsoft Office pojawiły się zarówno zmiany kosmetyczne, jak i typowo wewnętrzne. W styczniu 2009 roku producent pakietu rozpoczął testy wersji alfa wśród wybranej, zewnętrznej grupy użytkowników. Po paru dniach w internecie pojawiły się pierwsze zrzuty ekranowe nowego pakietu. Do najważniejszych zmian należą kolejne modyfikacje interfejsu. Elementy wstążki znanej z poprzedniej wersji pakietu zostały odświeżone. Aktualnie wygląda ona dokładnie tak samo, jak ta z Painta czy WordPada z Windows 7. Nowoczesny interfejs, z którego wcześniej można było korzystać tylko w programach Word, Excel, PowerPoint, Access oraz niektórych częściach Outlook, teraz jest dostępny we wszystkich aplikacjach. Był to pierwszy pakiet Microsoft Office dostępny także w wersji 64-bitowej.
Znacznie rozszerzono dostępny zakres formatowania tekstu w edytorze Word. Nowa wersja umożliwia wypełnianie, obrysowywanie i podkreślanie liter wieloma stylami efektów o dowolnej barwie. Można też dodać lustrzane odbicie pod tekstem, barwną poświatę lub jeden z wielu efektów trójwymiarowości czcionki. Zastąpiło to WordArt. Efekty te udostępnia również nowa wersja programu do tworzenia prezentacji PowerPoint.
Kolejną nowością jest integracja pakietu z internetem. Nowa wersja ma być dostępna również w wersji webowej. Rozwiązanie to zostało zapowiedziane na konferencji PDC2008.

## Wydania testowe

### Alfa
15 stycznia 2009 w Internecie pojawiły się pierwsze zdjęcia nowej wersji pakietu. Zostały opublikowane przez jednego z uczestników programu wczesnych testów.

### Technical Preview
Na początku maja 2009 Microsoft zaprosił wszystkich chętnych do zapisów do testowania wczesnych wersji pakietu. Ogłoszenie pojawiło się na specjalnej stronie office2010themovie.com. Kilka dni później na stronach torrent edycja pojawiła się do ściągnięcia. Jednocześnie niektórzy testerzy opublikowali zdjęcia nowej wersji. Można je zobaczyć między innymi na Paul Thurott's Supersite for Windows.
14 lipca 2009 wersja testowa pakietu została udostępniona przez Microsoft Connect dla wybranych użytkowników.

### Beta 2
16 listopada 2009 roku Microsoft udostępnił wersję Beta 2 subskrybentom TechNet oraz MSDN, zaś 17 listopada 2009 ta sama wersja ukazała się publicznie.

### RTM
17 kwietnia 2010 Microsoft ogłosił, że Microsoft Office 2010 osiągnął status RTM (Release to Manufacturing; gotowy do produkcji).

## Daty wydań
Wersja alfa została wydana w styczniu 2009 roku. Premiera pakietu miała miejsce 15 czerwca 2010 roku. Wersja dla klientów biznesowych została wydana 12 maja 2010. Subskrybenci Technet Plus i MSDN otrzymali możliwość ściągnięcia pakietu 22 kwietnia.

## Service Pack 1
28 czerwca 2011 Microsoft wydał swój pierwszy Service Pack do pakietu Office 2010, który zawiera między innymi takie zmiany jak :
dla programu Access 2010 :
- Dodatek SP1 dla programu Access 2010 udostępnia nową funkcję służącą do integrowania zawartości społeczności w galerii Części aplikacji.
- Rozwiązano problem występujący podczas próby wyeksportowania pliku programu Access do skoroszytu programu Excel.
- Zwiększona wydajność w przypadku publikowania formularzy klienta zawierających obrazy osadzone z programu Access.

dla programu OneNote 2010 :
- Dodano nową opcję Otwórz z sieci Web znajdującą się w menu Plik > Otwórz. Pozwala ona na otwieranie notesów programu OneNote z usługi Windows Live SkyDrive.
- Opcja Sieć Web oraz opcja Sieć zostały dodane do menu Plik > Udostępnianie. Ułatwia to udostępnianie notesu.
- Korzystając z funkcji Szybkie wypełnianie, można zapisać lokalną sekcję Notatki niezaszeregowane w innej sekcji lub w usłudze Windows Live SkyDrive. W tym celu należy kliknąć kolejno pozycje Plik, Opcje, Zapisywanie i kopia zapasowa, a następnie kliknąć przycisk Modyfikuj.
- Ulepszono sposób synchronizacji programu OneNote z programem SharePoint lub usługą Windows Live SkyDrive.
- Rozwiązano problem powodujący, że podczas kopiowania lub przenoszenia strony zawierającej wydruk w formacie programu OneNote 2010 do formatu programu OneNote 2007 wydruk był wyświetlany jako czerwony znak X.
- Rozwiązano problem z autorem na stronie występujący w przypadku eksportowania, a następnie importowania strony przy użyciu modelu obiektów programu OneNote.
- Przewijanie w programie OneNote 2010 z dodatkiem SP1 działa teraz poprawnie, gdy wskaźnik myszy znajduje się w pobliżu krawędzi ekranu.

i wiele więcej
dla programu Outlook 2010 :
- Dodatek SP1 dla programu Outlook 2010 zawiera obsługę usługi Office 365.
- Program Outlook 2010 z dodatkiem SP1 można tak skonfigurować, aby zawsze było w nim używane domyślne konto wysyłania.
- Rozwiązano problem polegający na tym, że między terminami nie było czasu odłożenia.

dla programu PowerPoint 2010 :
- Domyślne działanie opcji Użyj widoku prezentera zostało zmienione, aby pokaz slajdów był wyświetlany na drugim monitorze, a notatki były wyświetlane na monitorze podstawowym.
- Rozwiązano problem polegający na tym, że po przejrzeniu wszystkich slajdów występował niepoprawny stan animacji.
- Rozwiązano problem polegający na tym, że po wybraniu z listy Pokaż na opcji Drugi monitor znikał wskaźnik myszy.
- Do opcji Spakuj na dysk CD jest teraz dołączany program PowerPoint Viewer.
- Rozwiązano problem polegający na tym, że podczas edytowania lub włączania obiektu programu Excel zawierającego kod języka Visual Basic for Applications (VBA) był wyświetlany komunikat o błędzie.

i wiele więcej
dla programu Word 2010 :
- Dodatek SP1 dla programu Word 2010 zawiera okno dialogowe z ostrzeżeniem dla użytkowników, że zapisanie plików, w których są używane niestandardowe znaczniki XML, w formatach plików opartych na języku XML spowoduje utratę niestandardowego kodu XML.
- Teraz w przypadku używania stylów APA, szóste wydanie i MLA, siódme wydanie w funkcji Bibliografia są dostępne określone pola.
- Rozwiązano problem polegający na tym, że użytkownikom otwierającym dokument programu Word 2010 był wyświetlany następujący komunikat o błędzie.

i wiele więcej
Pełna lista zmian jest dostępna na stronie Microsoft Office.
23 lipca 2013 wydany został Service Pack 2 (SP2).

## Wymagania systemowe
Zalecane:
- Procesor 1 GHz lub szybszy
- 512 MB pamięci RAM
- 3,5 GB wolnego miejsca na dysku
- System Windows XP z dodatkiem SP3, Windows Vista z dodatkiem SP2 lub nowszy system operacyjny

Dla programu OneNote 2010 zaleca się zainstalowanie:
- Windows Media Player 11 lub nowsza wersja (w celu słuchania notatek głosowych)
- Windows Search 4.0 lub nowsza wersja (w celu szybszego przeszukiwania notatek).

Dla programu PowerPoint 2010 zaleca się zainstalowanie:
- Internet Explorer 8 lub nowszy
- Adobe Flash Player 10 ActiveX lub nowszą (wymagany jest podczas wklejania do prezentacji filmu z internetu np. z YouTube).